# 松沢弘陽
松沢 弘陽（まつざわ ひろあき、旧字体：松󠄁澤 弘陽、1930年（昭和5年）3月11日 - ）は、日本の政治学者。専門は、近代日本政治思想史。北海道大学名誉教授。

## 略歴
1930年（昭和5年）神戸市生まれ。1948年（昭和23年）松本高等学校文科甲類入学。1953年（昭和28年）東京大学法学部卒業、同大学大学院社会科学研究科に進学。丸山眞男に師事。
1955年（昭和30年）東京大学社会科学研究所助手。1960年（昭和35年）北海道大学法学部助教授、1965年（昭和40年）同教授。1977年（昭和52年）同大学評議員。1984年（昭和59年）同大学法学部長・大学院法学研究科長。1993年（平成5年）北海道大学停年退官、同名誉教授。国際基督教大学教養学部教授（～2000年（平成12年））。
学外では、放送大学客員教授（1989年（平成元年）～1994年（平成6年））をはじめ、小樽商科大学、北海道教育大学、札幌大学法学部、北星女子短期大学、東京都立大学法学部、名古屋大学法学部、東北大学文学部・京都大学文学部、大阪大学文学部の非常勤講師を務めた。

## 研究・業績
専門は日本における近代日本政治思想史だが、近代政治思想史全般に精通する。特に内村鑑三や福澤諭吉の研究が有名。この他、思想史上の師である丸山眞男の業績を整理紹介している。特にその刊行中に丸山が逝去するなかで『丸山眞男集』の編纂にあたったほか、丸山の蔵書類が日本女子大学に寄贈される仲立ちを果たし、丸山眞男文庫の整備にもあたった。また思想の科学研究会の共同研究「転向」にも参加した。後年は、日本政治史も研究対象としている。

## 受賞歴
- 城戸浩太郎賞（1960年）[1]

## 著書
- 『日本社会主義の思想』（筑摩書房、1973年）
- 『日本政治思想』（放送大学教育振興会、1989年、改訂版1993年）
- 『近代日本の形成と西洋経験』（岩波書店、1993年）
- 『政治学講義』（千葉眞との共著、国際基督教大学教養学部、2003年）
- 『福澤諭吉の思想的格闘－生と死を超えて』（岩波書店、2020年）

### 編集委員等
- 『内村鑑三全集』全40巻（分担解説担当、岩波書店、1980年～1984年）
- 『中江兆民全集』全17巻（編集委員、岩波書店、1984年～1986年）
- 『文明論之概略』（校注、岩波文庫、1995年、ワイド版2001年）
- 丸山眞男『福沢諭吉の哲学 他六篇』（編・解説、岩波文庫、2001年）
- 『丸山眞男回顧談』上・下（植手通有・平石直昭共編、岩波書店、2006年）
  - 『定本 丸山眞男回顧談』上・下（岩波現代文庫、2016年）
- 『新日本古典文学大系 明治編10 福澤諭吉集 福翁自伝』（岩波書店、2011年）

## 門下生
- 小原薫 - 國學院大學法学部法律学科准教授
- 菊地久 - 北海学園大学法学部教授
- 佐川光晴 - 小説家
- 中村敏子 （政治学者）